# Pandak Bandung
Pandak Bandung is een bestuurslaag in het regentschap Tabanan van de provincie Bali, Indonesië. Pandak Bandung telt 2789 inwoners (volkstelling 2010).